# 奇瓜塔區
奇瓜塔區（西班牙語：Distrito de Chiguata），是秘魯的一個區，位於該國南部阿雷基帕大區的阿雷基帕省，面積460.81平方公里，海拔高度2,946米，2007年人口2,686，人口密度每平方公里5.83人。